# Województwo rzeszowskie (1975–1998)
Województwo rzeszowskie – województwo ze stolicą w Rzeszowie, jedno z 49 województw istniejących w Polsce w latach 1975–1998.
Województwo rzeszowskie w latach 1945–1975 obejmowało obszar o powierzchni 18 636 km², następnie w latach 1975–1998 na skutek reformy administracyjnej rozczłonkowano region na kilka mniejszych województw, powierzchnia ówczesnego województwa rzeszowskiego zmalała do 4397 km². 1 stycznia 1999 r. scalono większość ziem dawnego województwa rzeszowskiego pod nazwą województwo podkarpackie. Należący do województwa rzeszowskiego przed 1975 r. powiat gorlicki został przyłączony do województwa małopolskiego.

## Urzędy Rejonowe
- Urząd Rejonowy w Kolbuszowej dla gmin: Cmolas, Kolbuszowa, Niwiska, Raniżów i Stary Dzikowiec
- Urząd Rejonowy w Leżajsku dla gmin: Grodzisko Dolne, Kamień, Kuryłówka, Leżajsk, Nowa Sarzyna, Rakszawa, Sokołów Małopolski i Żołynia oraz miasta Leżajsk
- Urząd Rejonowy w Mielcu dla gmin: Borowa, Czermin, Gawłuszowice, Mielec, Przecław i Tuszów Narodowy oraz miasta Mielec
- Urząd Rejonowy w Ropczycach dla gmin: Ostrów, Ropczyce i Wielopole Skrzyńskie
- Urząd Rejonowy w Rzeszowie dla gmin: Białobrzegi, Błażowa, Boguchwała, Chmielnik Rzeszowski, Czarna, Czudec, Frysztak, Głogów Małopolski, Hyżne, Iwierzyce, Krasne, Lubenia, Łańcut, Markowa, Niebylec, Sędziszów Małopolski, Strzyżów, Świlcza, Trzebownisko, Tyczyn i Wiśniowa oraz miast Łańcut i Rzeszów

Miasta:
- Rzeszów – 172 345
- Mielec – 61 954
- Łańcut – 18 000
- Ropczyce – 15 756
- Leżajsk – 14 759
- Kolbuszowa – 9 256
- Strzyżów – 8 245
- Sędziszów Małopolski – 7 132
- Nowa Sarzyna – 6 129
- Głogów Małopolski – 5 174
- Sokołów Małopolski – 4 001
- Tyczyn – 3 136
- Błażowa – 2 561

## Ludność
| Rok                    | Liczba mieszkańców |
| ---------------------- | ------------------ |
| 1975 (31 grudnia)      | 609,6 tys.         |
| 1976 (31 grudnia)      | 617,5 tys.         |
| 1977 (31 grudnia)      | 625,5 tys.         |
| 1978 (spis powszechny) | 633 885            |
| 1978 (31 grudnia)      | 633,2 tys.         |
| 1979 (31 grudnia)      | 641,6 tys.         |
| 1980 (31 grudnia)      | 648,9 tys.         |
| 1983 (31 grudnia)      | 675 tys.           |
| 1985 (31 grudnia)      | 691,3 tys.         |
| 1986                   | 697,5 tys.         |
| 1987                   | 703,7 tys.         |
| 1988                   | 710,6 tys.         |
| 1989 (31 grudnia)      | 717,4 tys.         |
| 1990 (30 czerwca)      | 720,9 tys.         |
| 1990 (31 grudnia)      | 723,7 tys.         |
| 1991 (31 grudnia)      | 728,8 tys.         |
| 1992 (31 grudnia)      | 735,3 tys.         |
| 1993 (30 czerwca)      | 737,5 tys.         |
| 1994 (31 grudnia)      | 743,9 tys.         |
| 1995 (30 czerwca)      | 745 tys.           |
| 1995 (31 grudnia)      | 746,3 tys.         |
| 1997 (31 grudnia)      | 751,9 tys.         |